# Patrick Sharp
Patrick Sharp, född 27 december 1981 i Winnipeg, Manitoba, är en kanadensisk före detta professionell ishockeyspelare.
Under sin karriär spelade han för Chicago Blackhawks, Dallas Stars och Philadelphia Flyers. 
Han vann Stanley Cup med Blackhawks 2010, 2013 och 2015.
Sharp meddelade den 8 april 2018 att han skulle avsluta sin karriär.

## Karriär
Sharp draftades som 95:e spelare totalt i NHL-Draften 2001 av Philadelphia Flyers. 
Han debuterade för Flyers säsongen 2002–03 och skulle representera klubben fram till säsongen 2005–06 då han blev bort bytt till Chicago Blackhawks. Efter klubbytet var han med och tog silver i ishockey-VM 2008 med det kanadensiska ishockeylandslaget. 
Sharp var också en av Chicago Blackhawks viktigaste spelare när de vann Stanley Cup våren 2010. Efter triumfen 2010 skulle han vara med om att vinna två Stanley Cup till, 2013 och 2015. Efter den tredje Stanley Cup segern blev Sharp bort bytt till Dallas Stars, då Blackhawks var tvungna att frigöra löneutrymme under lönetaket.

## Klubbar i NHL
- Chicago Blackhawks
- Dallas Stars
- Philadelphia Flyers